# خوسيه ماريا دياز مونيوث
خوسيه ماريا دياز مونيوث (بالإسبانية: José María Díaz Muñoz)‏ (4 يوليو 1982 في إسبانيا - ) هو لاعب كرة قدم إسباني في مركز الوسط. لعب مع خيمناستيك طركونة وريال مورسيا ونادي بورغوس ونادي جامعة مرسية ونادي سون هي ونادي فوينلابرادا ونادي كيتشي وMetro Gallery FC ‏ وTalavera CF ‏ ونادي بينيفار ‏ وSouthern District FC ‏ وRoi Et PB United F.C. ‏ وHollywood United F.C. ‏.

## وصلات خارجية
- خوسيه ماريا دياز مونيوث على موقع قاعدة بيانات كرة القدم.إي يو (الإنجليزية)
- خوسيه ماريا دياز مونيوث على موقع AS.com (الإسبانية)